# David Katz
David Katz, född 1 oktober 1884 i Kassel, död 2 februari 1953 i Stockholm, var en tysk-svensk psykolog.

## Biografi
Katz var professor i psykologi och pedagogik vid Rostocks universitet 1919–1933 och Stockholms högskola 1937–1951. Katz räknades till sin samtids ledande psykologer och fick främst betydelse genom sina undersökningar king varseblivning av färg och genom djurpsykologiska försök. På 1930-talet ägnade han sig åt studiet av det av honom uppkallade "vibrationssinnet" och av hungerns och aptitens psykologiska problem. Katz stod gestaltpsykologin nära.

## Färgens uppträdandeformer
I sin bok The world of colour presenterar Katz en analys av färgens uppträdandeformer (modes of appearance), som definieras som visuella fenomen. Några av dem är:
- Ytfärg - det som uppfattas tillhöra en yta, exempelvis målad med täckande färg.
- Volymfärg - det som uppfattas att det finns hos hela volymen av ett föremål eller en substans, exempelvis färgat glas, färgad vätska eller färgad gas.
- Lysfärg - det som uppfattas höra till ett lysande föremål.
- Fältfärg - det som saknar specifik bärare och uppfattas ha ett obestämt rumsligt läge, till exempel himlens blå färg.

Begreppens visuella definition innebär exempelvis att någonting kan uppfattas som en lysfärg utan att fysiskt sett härröra från en ljuskälla. Detta gäller till exempel negativa efterbilder.

## Böcker på svenska
- Samtal med barn: socialpsykologiska och pedagogiska undersökningar (Gespräche mit Kindern) (tillsammans med Rosa Katz) (översättning Aslög Davidson, Geber, 1938)
- Människor och djur: studier i jämförande psykologi (Mensch und Tier) (översättning Johan Westerlin, Geber, 1938)
- Psykologiska strövtåg (Kooperativa förbundets bokförlag, 1940)
- Psykologiska laborationer: en experimentell inledning till psykologien (Svenska bokförlaget, 1941)
- Gestaltpsykologi (Kooperativa förbundets bokförlag, 1942). 2., utökade uppl. 1947
- Tysk uppfostran: några synpunkter (Fredshögskolan, 1944)
- Psykologi i bild: orbis pictus psychologicus (Natur och kultur, 1944)
- Nya psykologiska strövtåg (Kooperativa förbundets bokförlag, 1945)
- Individualtest för intelligensundersökning: 2 år 6 månader till 6 år (Hæggström, 1950)
- Handbok i psykologi (utgiven av David Katz, under medverkan av Nils Antoni [m.fl.], Svenska bokförlaget, 1950). 2. utök. uppl. 1955